# 後藤文雄
後藤文雄（ごとう ふみお、1929年9月13日 - ）は日本のカトリック教会司祭、神言会士。

## 経歴
1929年、新潟県長岡市の浄土真宗本願寺派の末寺の次男として生まれる。1947年3月、県立長岡中学校（翌年に県立長岡高等学校に改称）を卒業後、代用教員。1950年、岐阜県多治見市の神言神学院に入学。
1955年、南山大学哲学科を卒業後、神学研修を積み、1960年、司祭として叙階を受ける。同期の叙階は他に三好迪ら3人がいたが、3人は後に司祭を辞めて還俗している。
カトリック南山教会、カトリック吉祥寺教会主任司祭など、神言会運営の教会にて司祭を歴任。1981年から1994年まで、14人のカンボジア難民の子どもを次々に里子として引き受け、養育。
1995年からカンボジアの奥地で小学校を建設するボランティアを開始。2014年までで18校を建設。
2003年「AMATAK(アマタック)カンボジアと共に生きる会」を設立、2005年にNPO法人として認証を受けた。2006年に米百俵賞受賞。2007年、第19回毎日国際交流賞を受賞。
2018年、半生を描いたドキュメンタリー映画、「Father」が公開。
高齢のため定年となり、主要な役割を終えて引退したが、吉祥寺教会にて補佐司祭として活動。信徒講座の他、日曜にミサを1回、担当している。
2020年10月、司祭叙階60周年（ダイヤモンド）となる。

## ドキュメンタリー
- こころの時代「裏も表も我が人生」（2020年12月13日、NHK Eテレ）[4]

## 著書
- 『カンボジア発　ともに生きる世界』女子パウロ会 2001年 ISBN 4-7896-0537-X
- 『よし!　学校をつくろう 神父ゴッちやんの履歴書』講談社 2007年 ISBN 978-4-06-214443-8